# Atentado de Alonsótegui
El atentado de Alonsótegui tuvo lugar el 20 de enero de 1980 en la localidad vizcaína de Alonsótegui (España), entonces integrada en el municipio de Baracaldo. Los Grupos Armados Españoles (GAE), una organización terrorista que operaba en el País Vasco durante los primeros años de la transición democrática española, colocaron una bomba que estalló de noche en un bar de la población, matando a cuatro civiles e hiriendo a diez. El local había sido señalado como objetivo debido a que era un punto de encuentro para los nacionalistas vascos moderados de la zona.

## Antecedentes
Las acciones descritas en España como «terrorismo tardofranquista» se produjeron entre los últimos años de la dictadura de Francisco Franco y 1980, aproximadamente. Las operaciones parapoliciales eran llevadas a cabo por varios grupos de extrema derecha o neofascistas, tales como el Batallón Vasco Español, la Alianza Apostólica Anticomunista o los mismos GAE, y tenían por blanco a los colectivos proscritos durante el régimen franquista, especialmente los militantes de izquierda y los nacionalistas vascos. Según un exmilitar español que fue miembro de estos comandos, eran tutelados por «agentes del SECED o de la Guardia Civil con dinero y manos libres para actuar al margen de la ley».
Como resultado de esta impunidad, entre 15 y 40 personas fueron asesinadas, y los miembros de estas bandas fueron posteriormente reclutados para formar la organización paramilitar Grupos Antiterroristas de Liberación.

## La explosión
El 20 de enero de 1980, cuatro personas que venían de una cena de celebración por el éxito en la organización de la cabalgata de Reyes Magos llegaron a Alonsótegui y estacionaron su Chrysler 150 en la entrada del bar Aldana. El grupo estaba formado por Jesús María López, su pareja Garbine González, su suegro José Ángel González (propietario del bar), y su amigo José Ignacio Atexebarria. El resto de los asistentes a la cena, 6 u 8 individuos, quedaron rezagados en el camino a la taberna.
10 minutos después de la llegada, una bomba hacía detonación con 15 personas dentro del local. El explosivo estaba dentro de una caja de cartón situada en la parte izquierda de la entrada, al lado de la puerta principal, que contenía un dispositivo con 6 kilogramos de Goma-2 con un sistema de munición eléctrica que se activaba al levantarlo o moverlo como hizo Liborio Arana Gómez (54), una de las víctimas, según declararon los primeros testigos.
La fuerza de la explosión hizo que se derrumbase el techo junto con el segundo piso del edificio, e hizo grandes agujeros en el tercero. Los tanques de gas del bar explotaron al poco del derrumbe, un balcón cayó sobre la acera y el Chrysler aparcado se partió por la mitad, descubriéndose más tarde la parte delantera en un montículo frente al edificio. El cuerpo de Arana fue «completamente destrozado» y sus restos fueron hallados en la fachada de una casa cercana y en el mismo montículo al que llegó la mitad del vehículo. Algunos restos humanos fueron también encontrados en el jardín trasero del bar.
Las otras tres víctimas mortales fueron el matrimonio güeñés de Pacífico Fika Zuloaga (39) y María Paz Armiño (38), y el lugareño Manuel Santacoloma Velasco (57).
El ruido del atentado despertó a los vecinos, entre los que se encontraba un Iñigo Urkullu de 19 años, que fueron los primeros en auxiliar a las víctimas.

## Autoría
Al día siguiente los GAE reivindicaron la responsabilidad del atentado en una llamada telefónica a El Diario Vasco, y anunciaron que más tarde publicarían un comunicado de prensa, explicando los propósitos y motivaciones del ataque. En este comunicado señalaron que a la muerte de un policía se respondería con la de cuatro nacionalistas vascos, «tal y como prometimos».
En aquel documento, la organización aseguró que luchaba por la unidad de España respondiendo a los «focos de violencia» en el País Vasco, concluyendo con la amenaza de volver a atentar en «una población conflictiva de Guipúzcoa».

## Reacciones
Los partidos políticos vascos condenaron el atentado al día siguiente de que se cometiera, describiéndola como «un hecho salvaje, brutal e indiscriminado» y «obra de fascistas». El Partido Nacionalista Vasco (PNV), el Partido Comunista de España (PCE), Euskadiko Ezkerra y Herri Batasuna (HB) hicieron una declaración a la prensa manifestando que acciones como esa daban «la medida del odio al pueblo vasco y del género de quienes lo practican».
El pleno municipal de Baracaldo convocó una sesión extraordinaria para condenar el ataque, y el alcalde peneuvista lo definió como un «asesinato en masa».
Algunos partidos, como el PCE y el Partido Socialista Obrero Español hicieron un llamamiento a la huelga dos días más tarde, pero el PNV rechazó esa medida y pidió a los alonsotegiarras que donasen lo ganado con un día de trabajo para ayudar a las víctimas.
Los vecinos de Alonsótegui afirmaron a la prensa que los terroristas «sabían perfectamente lo que estaban haciendo», ya que el bar Aldana era «un punto de encuentro muy conocido de nacionalistas vascos de la zona», ya que el sótano del bar acogía incluso las reuniones de una sociedad gastronómica vasca, o txoko en euskera, formada por militantes de HB.